# 449
Період падіння Західної Римської імперії. У Східній Римській імперії триває правління Феодосія II. У Західній правління Валентиніана III, значна частина території окупована варварами, зокрема в Іберії утворилося Вестготське королівство, а Північну Африку захопили вандали. У Південному Китаї правління династії Лю Сун. В Індії правління імперії Гуптів. У Японії триває період Ямато. У Персії править династія Сассанідів.
На території лісостепової України Черняхівська культура. У Північному Причорномор'ї готи й сармати. Історики VI століття згадують плем'я антів, що мешкало на території сучасної України приблизно з IV сторіччя. З'явилися гуни, підкорили остготів та аланів й приєднали їх до себе.

## Події
Імператор Західної Римської імперії Валентиніан III послав делегацію до Аттіли з метою залагодити давню суперечку щодо компенсації гунам за збитки, яких римські війська завдали їм під час дунайського походу 441—442 років. Аттіла вимагає виплати відшкодування, однак римляни відмовляються.
Вождь бритів Вортігерн розширює свої володіння в Британії за допомогою ютів.
На другому Ефеському соборі скинуто патріархів Константинополя й Антіохії, відновлено в правах Євтихія, однак римський синод цих рішень не визнав. Папа Лев I твердо стоїть проти монофізитства.

## Померли
- Флавіан (патріарх Константинопольський)